# Canton d'Argelès-sur-Mer
Le canton d'Argelès-sur-Mer est une ancienne division administrative française, située dans le département des Pyrénées-Orientales en région Languedoc-Roussillon.

## Composition
Le canton d'Argelès-sur-Mer groupait 8 communes :
| Nom                         | Code Insee | Intercommunalité                                       | Superficie (km2) | Population (dernière pop. légale) | Densité (hab./km2) |
| --------------------------- | ---------- | ------------------------------------------------------ | ---------------- | --------------------------------- | ------------------ |
| Argelès-sur-Mer (chef-lieu) | 66008      | CC des Albères, de la Côte Vermeille et de l'Illibéris | 58,67            | 10 279 (2014)                     | 175                |
| Sorède                      | 66196      | CC des Albères, de la Côte Vermeille et de l'Illibéris | 34,54            | 3 153 (2014)                      | 91                 |
| Saint-André                 | 66168      | CC des Albères, de la Côte Vermeille et de l'Illibéris | 9,73             | 3 309 (2014)                      | 340                |
| Saint-Génis-des-Fontaines   | 66175      | CC des Albères, de la Côte Vermeille et de l'Illibéris | 9,90             | 2 744 (2014)                      | 277                |
| Palau-del-Vidre             | 66133      | CC des Albères, de la Côte Vermeille et de l'Illibéris | 10,41            | 3 205 (2014)                      | 308                |
| Laroque-des-Albères         | 66093      | CC des Albères, de la Côte Vermeille et de l'Illibéris | 20,51            | 2 132 (2014)                      | 104                |
| Villelongue-dels-Monts      | 66225      | CC des Albères, de la Côte Vermeille et de l'Illibéris | 11,55            | 1 608 (2014)                      | 139                |
| Montesquieu-des-Albères     | 66115      | CC des Albères, de la Côte Vermeille et de l'Illibéris | 17,06            | 1 218 (2014)                      | 71                 |

## Histoire
Le canton  d'Argelès-sur-Mer est créé en 1790 au sein du district de Céret sous le nom de canton d'Argelès. Il comprend alors les communes suivantes :
- Argelès
- L'Albère
- L'Écluse
- Lavail
- Montesquieu
- Palau-del-Vidre
- La Pave (rapidement rattachée à Argelès)
- Saint-André
- Saint-Génis
- Villelongue-dels-Monts

Le canton est supprimé en 1793 et la commune d'Argelès est rattachée au canton de Collioure, tandis que toutes les autres communes sont intégrées au nouveau canton de Laroque. La Pave a été absorbée par Argelès entre-temps. Le canton de Laroque est lui-même supprimé en 1801, ainsi que le canton de Collioure, et le canton d'Argelès est de nouveau créé à partir de ces deux entités, à l'exception de L'Écluse rattachée au canton de Céret. Il comprend cette fois-ci les communes suivantes :
- Argelès
- L'Albère
- Banyuls-sur-Mer
- Collioure
- Laroque-des-Albères
- Lavail
- Montesquieu
- Palau-del-Vidre
- Saint-André
- Saint-Génis
- Sorède
- Villelongue-dels-Monts

Lavail est rattaché à Sorède en 1822. La commune de Port-Vendres est créée en 1823 par détachement de territoires de Collioure et Banyuls-sur-Mer et intégrée dans le canton. La commune de Cerbère est créée en 1888 par détachement de Banyuls-sur-Mer et elle aussi intégrée dans le canton.
L'Albère est détachée du canton d'Argelès-sur-Mer et rattachée au canton de Céret le 13 mai 1947.
Le 13 juillet 1973, les communes de Port-Vendres, Banyuls-sur-Mer, Collioure et Cerbère sont détachées du canton d'Argelès-sur-Mer pour créer le nouveau canton de la Côte Vermeille. La composition du canton n'a plus changé depuis cette date.
Le canton disparaît en 2015.

## Représentation

### Conseillers généraux de 1833 à 2015
| Période                                  | Période           | Identité                      | Étiquette     | Qualité |
| ---------------------------------------- | ----------------- | ----------------------------- | ------------- | --- |
| 1833                                     | 1837              | Jean-Pierre Galabert          |               | Commissaire aux classes à Collioure |
| 1837                                     | 1839              | Germain Pujol                 |               | Médecin - Maire d'Argelès-sur-Mer (1837-1840) |
| 1839                                     | 1848              | Adolphe Sèbe                  |               | Notaire, maire d'Argelès-sur-Mer (1840-1848), conseiller d'arrondissement |
| 1848                                     | 1864              | Jean-Baptiste Bergé           |               | Négociant, maire de Collioure |
| 1864                                     | 1871              | Michel Noé                    |               | Propriétaire, maire de Collioure (1864-1870) |
| 1871                                     | 1886              | Etienne Pujol                 | Républicain   | Maire d'Argelès-sur-Mer (1870-1874, 1876-1877, 1878-1890) |
| 1886                                     | 1887 (annulation) | Pierre Forgas                 | Républicain   | Maire de Port-Vendres (1884-1930) |
| 1887                                     | 1892              | François Hostalrich           | Républicain   | Négociant à Collioure |
| 1892                                     | 1928              | Jules Pams                    | Rad.          | Avocat - Député (1893-1905) - Sénateur (1904-1930) Ministre (de 1911 à 1920) Président du Conseil Général                                                                          |
| 1928                                     | 1940              | Joseph Parayre                | SFIO          | Avoué - sénateur (1937-1944) Président du Conseil Général |
|                                          |                   |                               |               | |
| 1943                                     | 1945              | Camille Augé                  |               | Avocat Maire de Port-Vendres Nommé conseiller départemental en 1943 |
|                                          |                   |                               |               | |
| 1945                                     | 1952 (décès)      | Marceau Banyuls (1902-1952)   | SFIO          | maire de Collioure (1948-1953) |
| 1953                                     | 1979              | Gaston Pams                   | Rad. puis MRG | Propriétaire exploitant sénateur (1959-1981) maire d'Argelès-sur-Mer (1953-1981)                                                                                                   |
| 1979                                     | 1998              | Jacques Bordaneil (1927-2005) | MRG           | Cultivateur Maire de Palau-del-Vidre (1971-1999) |
| 1998                                     | 2012 (démission)  | Pierre Aylagas                | PS            | Retraité de l'enseignement député (2012-2017) maire d'Argelès-sur-Mer président de la Communauté de communes des Albères et de la Côte Vermeille vice-président du conseil général |
| 2012                                     | 2015              | Martine Rolland               | PS            | Assistante maternelle à Palau-del-Vidre Elue en 2015 dans le Canton de Vallespir-Albères                                                                                           |
| Les données manquantes sont à compléter. |                   |                               |               | |

### Historique des élections
Élection de 2004
Les élections cantonales de 2004 ont eu lieu les dimanches 21 et 28 mars 2004. 
Abstention : 30,30 % au premier tour ; 28,19 % au second tour.
| Candidat          | Parti | %       | Voix |
| ----------------- | ----- | ------- | ---- |
| Pierre Aylagas    | PS    | 57,97 % | 7717 |
| Marcel Descossy   | UMP   | 27,17 % | 3617 |
| Edouard Fesenbeck | FN    | 14,86 % | 1978 |

### Conseillers d'arrondissement (de 1833 à 1940)
Le canton d'Argelès-sur-Mer avait trois, puis deux conseillers d'arrondissement.
| Période                                  | Période      | Identité                       | Étiquette | Qualité |
| ---------------------------------------- | ------------ | ------------------------------ | --------- | --- |
| 1833                                     | 1836         | Jean Bocamy                    |           | Propriétaire, maire de Saint-André                                                                          |
| 1833                                     | 1835 (décès) | Michel Boluix (1775-1835)      |           | Propriétaire, juge de paix à Argelès                                                                        |
| 1833                                     | 1848         | M. Clara                       |           | Propriétaire à Palau-del-Vidre                                                                              |
| 1836                                     | 1840 (décès) | Hyacinthe Douzans (1801-1840)  |           | Négociant à Banyuls-sur-Mer                                                                                 |
| 1836                                     | 1839         | Adolphe Sèbe (1801-1869)       |           | Notaire à Argelès                                                                                           |
|                                          |              |                                |           | |
|                                          |              |                                |           | |
| 1907                                     |              | Honoré Bocamy                  |           | Propriétaire, maire de Saint-André                                                                          |
| 1907                                     |              | Joseph Rossinès                |           | Maire de Collioure                                                                                          |
|                                          |              |                                |           | |
| 1919                                     | 1940         | Julien Cruzel (1877-1953)      | SFIO      | Comptable puis transitaire des douanes, adjoint au maire de Cerbère                                         |
|                                          |              | François Fourquet              | Radical   | Maire de Saint-André                                                                                        |
| 1925                                     | 1937         | Frédéric Trescases (1885-1961) | SFIO      | Exploitant agricole, maire d'Argelès-sur-Mer                                                                |
| 1925                                     | 1940         | Vincent Azéma                  | SFIO      | Viticulteur, maire de Banyuls-sur-Mer                                                                       |
| 1940                                     |              |                                |           | Les conseils d'arrondissement ont été suspendus par la loi du 12 octobre 1940 et n'ont jamais été réactivés |
| Les données manquantes sont à compléter. |              |                                |           | |

## Démographie
| 1962  | 1968   | 1975   | 1982   | 1990   | 1999   | 2006   | 2011   | 2012   |
| ----- | ------ | ------ | ------ | ------ | ------ | ------ | ------ | ------ |
| 9 458 | 10 982 | 11 957 | 14 758 | 18 311 | 22 625 | 25 226 | 26 652 | 26 876 |